# بيت مرة (همدان)

تعديل مصدري - تعديل

بيت مرة هي إحدى قرى عزلة ربع همدان بمديرية همدان التابعة لمحافظة صنعاء، يبلغ تعداد سكانها 358 نسمة حسب تعداد اليمن لعام 2004.